# Donuea
Donuea là một chi nhện trong họ Liocranidae.